# Variazioni su un tema elisabettiano
Variazioni su un tema elisabettiano (si trova anche come Variazioni sul Canone di Sellinger) è un insieme di variazioni per orchestra d'archi, scritto in collaborazione nel 1952 da sei compositori inglesi: Lennox Berkeley, Benjamin Britten, Arthur Oldham, Humphrey Searle, Michael Tippett e William Walton.
Anche Imogen Holst svolse un ruolo importante nell'orchestrazione del lavoro complessivo, ma non ha scritto una sua variazione.
Le variazioni furono scritte per celebrare l'imminente incoronazione della regina Elisabetta II nel giugno del 1953. Benjamin Britten scrisse anche la sua opera Gloriana in onore di questa occasione.

## Storia
Al Festival d'Aix-en-Provence nel luglio 1952 Benjamin Britten aveva partecipato alla première di La guirlande de Campra, un'opera collaborativa di sette compositori francesi e questo gli diede l'idea di invitare diversi compositori inglesi a unirsi a lui ciascuno scrivendo una variazione su un tema dell'epoca della prima regina Elisabetta per onorare la sua discendente moderna.
Lennox Berkeley, Michael Tippett e William Walton accettarono tutti prontamente l'invito di Britten. Alan Rawsthorne declinò immediatamente. Inizialmente Edmund Rubbra acconsentì, ma si ritirò dal progetto all'ultimo momento, quando furono coinvolti Arthur Oldham e Humphrey Searle.
Il tema era il Canone di Sellinger o Il Principio del Mondo, una melodia irlandese per la danza, armonizzata per la tastiera da William Byrd, il più importante compositore dei tempi di Elisabetta I. Fu orchestrato per l'occasione da Imogen Holst, ma non lo fece seguire da una sua variazione.

## Struttura del lavoro
Il lavoro era strutturato come segue:
- Tema (anonimo; armonizzato da William Byrd; arrangiato per orchestra d'archi di Imogen Holst)
- Variazione 1: Allegro non troppo (Arthur Oldham)
- Variazione 2: Un lamento, Andante espressivo (Michael Tippett)
  - La variazione inizia e termina con una trascrizione di "Ah Belinda!" da Dido and Aeneas di Henry Purcell, su cui un violino solista suona una versione infiorettata del tema.[2] La variazione di Tippett in seguito divenne ben nota come parte del suo pezzo separato, Divertimento sul Canone di Sellinger.[1][3]
- Variazione 3: Andante (Lennox Berkeley)
- Variazione 4: Quick and Gay (Benjamin Britten)
- Variazione 5: Notturno, Adagio (Humphrey Searle)
  - Britten considerò questa la più originale di tutte le variazioni[4]
- Variazione 6: Finale, Fuga à la gigue,[5] Presto giocoso (William Walton)
  - Walton inizia con un'inversione del tema e conclude con l'inversione combinata con il tema originale.[2][6]

## Première
La première pubblica si tenne il 20 giugno 1953, nell'ambito del Concerto corale per l'incoronazione al Festival di Aldeburgh del 1953. Fu però anche trasmessa in diretta sul terzo programma della BBC quattro giorni prima, il 16 giugno. Entrambe le performance furono dirette da Benjamin Britten. La esecuzione pubblica fu registrata ed è stata pubblicata su CD.
William Walton propose che ogni variazione includesse una breve citazione di un'altra opera dello stesso compositore. La sua citazione proveniva dalla sua Portsmouth Point Overture. La citazione di Britten era il suo tema "Foglie verdi siamo" da Gloriana.
Al pubblico della première del Festival di Aldeburgh non fu detto quale compositore avesse scritto ogni variante, ma furono invitati a partecipare a un concorso per indovinare, con lo scopo di raccogliere fondi per il festival.. Nessuno indovinò correttamente tutti i nomi.
Come parte della stagione 2013 di The Proms, la BBC commissionò altre due varianti a John Woolrich e Tansy Davies, che furono inserite in quell'ordine prima della variazione conclusiva di Walton. La nuova sequenza di otto variazioni fu presentata in anteprima dalla English Chamber Orchestra, diretta da Paul Watkins, alla Cadogan Hall di Londra, il 24 agosto 2013.